# 水野義明
水野 義明（みずの よしあき、1932年 - 2012年6月17日）は、日本の英語学者、文学者、エスペランティスト。明治大学教授。日本エスペラント学会の理事、参与を経て、同会の後身の日本エスペラント協会顧問。関東エスペラント連盟会長等歴任。エスペラントを用いた世界各地の旅行経験を著書にまとめた。

## 来歴
- 昭和26年　静岡県立榛原高等学校卒業
- 昭和30年　東京大学文学部英文学科卒業
- 昭和36年　東京大学大学院人文学研究科英語英文学専攻修了

## 著書・訳書
- 『アリー・バーバーと40人の盗賊 (1981年) (アラビア語対訳双書〈1〉)』（水野義明 著 1981/10） ASIN: B000J7F4SM
- 『新エスペラント国周遊記 ソ連・東欧編 (1) 』（新泉社 水野義明 著 1986/05） ISBN 4787786040、ISBN 978-4787786043
- 『新エスペラント国周遊記 西欧編 (2) 』（新泉社 水野義明 著 1987/01） ISBN 4787787012、ISBN 978-4787787019
- 『新エスペラント国周遊記 中南米編 (3) 』（新泉社 水野義明 著 1991/06） ISBN 4787791117、ISBN 978-4787791115
- 『新エスペラント国周遊記』（新泉社 水野義明 著 1991/06） ISBN 4787791117、ISBN 978-4787791115
- 『ザメンホフ―エスペラントの創始者』（新泉社 水野義明 訳 1993/11） ISBN 4787793128、ISBN 978-4787793126
- 『リディア―エスペラントの娘リディア・ザメンホフの生涯』（近代文芸社 水野義明 訳 1994/09） ISBN 4773324929、ISBN 978-4773324921
- 『言語の発展―国際語エスペラントの観点から』（大村書店 水野義明 訳 1995/05） ISBN 4756390013、ISBN 978-4756390011
- 『国際共通語の探究―歴史・現状・展望』（大村書店 水野義明 訳 1995/06） ISBN 4756390021、ISBN 978-4756390028
- 『国際共通語の思想―エスペラントの創始者ザメンホフ論説集』（新泉社 水野義明 訳 1997/06） ISBN 4787797115、ISBN 978-4787797117